# Saint-Jean-Eudes
Saint-Jean-Eudes est le nom d'une ancienne municipalité de la région administrative du Saguenay-Lac-St-Jean au Québec, Canada.

## Histoire
C'est en avril 1951 que la paroisse de St-Jean-Eudes est officiellement créée. Elle porte le nom du fondateur des Eudistes, Saint Jean Eudes, dont la communauté dirigeait la paroisse Sacré-Cœur de Chicoutimi.
Les premiers habitants de cette paroisse furent des travailleurs de la compagnie Alcan qui voulaient se rapprocher de l'usine d'Arvida.
En 1955, la paroisse devenait la municipalité du village de Saint-Jean-Eudes. Son premier maire fut Marcellin McNicoll. En 1970, St-Jean-Eudes fusionne sur une base volontaire à la cité d'Arvida pour devenir la Ville d'Arvida.
En 2002, le tout se fusionne pour devenir la ville de Saguenay

### Liste des maires de Saint-Jean-Eudes
- Marcellin McNicoll : 1955-1961

- Adrien Saucier : 1961-1967

- Marcellin McNicoll : 1967-1970

## Source
Normande Lapointe, Alcan vous raconte. Jonquière 150 ans d'histoire et de fierté, Corporation des fêtes du 150e anniversaire, Jonquière, [s.d.], 195 pages.